# Sadove, Haivoron
Sadove (în ucraineană Садове; în trecut, Ordjonikidze, în ucraineană Орджонікідзе) este un sat în orașul raional Haivoron din regiunea Kirovohrad, Ucraina.

## Demografie
Componența lingvistică a localității Sadove
     Ucraineană (95,56%)
     Rusă (4,44%)
Conform recensământului din 2001, majoritatea populației localității Sadove era vorbitoare de ucraineană (95,56%), existând în minoritate și vorbitori de rusă (4,44%).